# Victoria Eugenia
Victoria Eugenia (* 21. März 1933 in Madrid; † 31. Juli 2024), eigentlich Benita Jabato Muñoz, auch bekannt als Betty, war eine spanische Flamenco-Tänzerin und Choreografin.

## Leben
Victoria Eugenia studierte an der Real Escuela Superior de Arte Dramático y Danza in Madrid. 1948 schloss sie ihr Studium dort mit Auszeichnung ab. Anschließend vertiefte sie ihre Kenntnisse und Fertigkeiten an der Madrider Academía Karen Taft.
1953 trat sie in die Kompanie von Antonio Ruiz Soler ein. Dort blieb sie fünf Jahre. In dieser Zeit tanzte sie unter anderem zur Choreografien von Antonio Ruiz Soler, beispielsweise Alegro de Concierto, Viva Navarra oder Sonatas nach Antonio Soler. Nach ihrem Ausscheiden aus der Kompanie wandte sie sich der Choreografie zu und schuf eine Reihe choreografischer Werke.
1980 trat sie als Ballettmeisterin in das Ballet Nacional de España ein. Von 1993 bis 1997 war sie gemeinsam mit Nana Lorca und Aurora Pons dessen Leiterin.

## Choreografien (Auswahl)
(Quelle:)

### Vor der Zeit im Ballet Nacional
- Benamor nach Pablo Luna.
- El Barberillo de Lavapiés nach Francisco Asenjo Barbieri.
- Pasión Gitana nach Salvador Ruiz de Luna.
- Tres Danzas nach Enrique Granados.
- Rondeña nach Isaac Albéniz.

### Als Ballettmeisterin im Ballet Nacional
- Solo nach Adela Mascaraque, 1984
- Danza IX nach Enrique Granados und Ernesto Halffter, 1985
- Chacona nach Teresa Nieto, 1990

### Als Direktorin des Ballet Nacional
- La Oración del Torero nach Joaquín Turina, 1994
- A mi Aire nach Enrique Granados, 1994
- Goyescas nach Enrique Granados, 1996

## Auszeichnungen
- 2013: Goldene Verdienstmedaille für die schönen Künste.[1]